# 新発田市民文化会館
新発田市民文化会館（しばたしみんぶんかかいかん）は、新潟県新発田市にあるホールである。

## 概要
916人収容の大ホール、練習室3室を備える。設計は内井昭蔵建築設計事務所による。第22回BCS賞を受賞した。